# Business Judgment Rule
Die Business Judgment Rule (vorherrschende Schreibweise Judgment; teilweise auch Business Judgement Rule) (deutsch Regel der geschäftlichen Beurteilung) beschreibt den Umfang des unternehmerischen Entscheidungsspielraums von Geschäftsführern und Vorständen, der nicht gerichtlich überprüfbar ist. Die Regel entstammt dem US-amerikanischen Rechtssystem, wo sie seit 1994 die Haftung von Geschäftsführern und Vorständen gegenüber den Eigentümern des Unternehmens regelt und limitiert. Seit 1997 ist sie auch in Deutschland geltendes Recht. Danach haften Geschäftsführer und Vorstände dann nicht für negative Folgen unternehmerischer Entscheidungen, wenn die Entscheidung auf Grundlage angemessener Informationen, ohne Berücksichtigung sachfremder Interessen, zum Wohl der Gesellschaft und in gutem Glauben gefasst wurde.

## Hintergrund
Angesichts von Fällen gravierender Fehlentscheidungen durch Unternehmensleitungen, wie sie immer wieder in der Wirtschaftspresse berichtet werden, hat der Gesetzgeber in zahlreichen Staaten eine persönliche Haftung der Unternehmensleiter (Vorstände, Geschäftsführer etc.) eingeführt. Die Ursachen für diese Fehlentscheidungen sind mannigfaltig. So sind nicht nur gesetzeswidrige Handlungen wie Betrug und Korruption Auslöser für eine derartige Situation, sondern oftmals auch fehlende Informationen oder nicht absehbare Ereignisse in der Zukunft.
Entsprechend sind die Gesetzgeber dazu angehalten, ein Umfeld zu schaffen, welches einerseits die Inanspruchnahme der Unternehmensführung bei mangelhafter Wahrnehmung der Sorgfaltspflicht ermöglicht, darüber hinaus aber auch der Geschäftsführung / dem Vorstand die Sicherheit gewährleistet, Entscheidungen mit inhärenten Risiken treffen zu können, ohne im Falle negativer Entwicklungen persönlich zur Rechenschaft gezogen zu werden. Da ex-post betrachtet jede Entscheidung, die nicht unzweifelhaft zum Erfolg geführt hat, als Fehlentscheidung interpretiert werden kann, ist es notwendig, der Unternehmensführung Ermessenspielräume einzugestehen, da andernfalls eine Erfolgshaftung entstünde und die Vermeidung sämtlicher Chancen und Risiken als Hauptkriterium einer jeden unternehmerischen Entscheidung zu Grunde läge.
Zum Ausgleich dieser Interessen kamen Rechtsprechung und Lehre rasch zu dem Schluss, dass eine Haftung nur bei Verstößen gegen die Sorgfalt eines ordentlichen und gewissenhaften Unternehmensleiters gegeben ist. Diese Einschränkung der Haftung zum Schutz der Unternehmensleiter wird als Business Judgment Rule bezeichnet.
Aufgrund der hohen Bedeutung für Organwalter/-träger wurde die Business Judgment Rule in Anlehnung an das amerikanische Konzept seitdem in einer Vielzahl von Ländern eingeführt. Die Umsetzung im deutschsprachigen Raum soll hierbei nachfolgend näher beleuchtet werden:

## Deutschland
Die Business Judgment Rule ist im deutschen Gesellschaftsrecht ein Prinzip zur Auslegung der Organhaftung, wonach der Vorstand oder Aufsichtsrat für begangene schuldhafte Pflichtverletzungen persönlich haftet und entstandene Schäden ersetzen muss. Gleichwohl die Business Judgment Rule durch den § 93 Abs. 1 Satz 2 AktG im Gesetz verankert ist, so ist die Anwendung nicht ausschließlich für Aktiengesellschaft und Kommanditgesellschaften auf Aktien beschränkt. Der Regierungsentwurf weist in diesem Zusammenhang explizit darauf hin, dass die Anwendung auch auf andere Rechtsformen zu übertragen ist.

### Entwicklung der Business Judgment Rule
Die Business Judgment Rule („Regel für unternehmerische Entscheidungen“) beruht auf den Principles of Corporate Governance des American Law Institute aus dem Jahr 1994 und der deutschen höchstrichterlichen Rechtsprechung des BGH. Der BGH hatte in seinem Urteil vom 21. April 1997 entschieden,  dass ein Unternehmensleiter hinsichtlich der zu treffenden unternehmerischen Entscheidungen einen bestimmten Spielraum genießt. „Ihn trifft keine persönliche Haftung, wenn er ausreichend gut informiert ist und eine Entscheidung nachvollziehbar im besten Sinne des Unternehmens getroffen hat“, urteilte der BGH.
Durch das „Gesetz zur Unternehmensintegrität und Modernisierung des Anfechtungsrechts (UMAG)“ wurden im November 2005 einzelne Bestimmungen des AktG geändert. Die Business Judgment Rule ergibt sich nunmehr aus dem neu eingeführten § 93 Abs. 1 Satz 2 AktG.
Hiernach liegt eine Pflichtverletzung nicht vor, „wenn das Vorstandsmitglied bei einer unternehmerischen Entscheidung vernünftigerweise annehmen durfte, auf der Grundlage angemessener Information zum Wohle der Gesellschaft zu handeln“. Diese Bestimmung definiert haftungsausschließendes, pflichtkonformes Verhalten des Vorstands.

### Entscheidungsgrundlage gemäß Business Judgment Rule
Begründet durch die Negativ-Formulierung des § 93 Abs. 1 AktG ergeben sich vier Gütekriterien, welche für eine angemessene Managemententscheidung („Fehlen einer Pflichtverletzung“) vorausgesetzt werden und im Zweifelsfall seitens der Unternehmensführung nachzuweisen sind. Darüber hinaus muss aus dem Sachverhalt eindeutig ersichtlich werden, dass eine unternehmerische Entscheidung vorliegt.  
- unternehmerisches Handeln: ein bewusster, zielgerichteter Entschluss, zu handeln oder nicht zu handeln; Inaktivität als Pflichtversäumnis ist keine Entscheidung und somit nicht mit Bezug auf § 93 Abs. 1 Satz 2 AktG zu rechtfertigen.[10]
- unternehmerische Entscheidung: ist aufgrund ihrer Zukunftsbezogenheit durch Prognosen und nicht justiziable Einschätzungen geprägt. Das unterscheidet sie von der Beachtung gesetzlicher, satzungsmäßiger, anstellungsvertraglicher oder organschaftlicher Beschlusspflichten, bei denen es keinen tatbestandlichen Handlungsspielraum gibt („Pflichtentscheidungen“).
- Gutgläubigkeit: Die Entscheidungen müssen ex ante (hierbei werden später abgelaufene Vorgänge, die zu einem früheren Zeitpunkt noch nicht bekannt sein konnten, außer Acht gelassen) in gutem Glauben auf das Unternehmenswohl ausgerichtet sein.[2]
- Handeln ohne Sonderinteressen und sachfremde Einflüsse: Das Handeln muss unbeeinflusst von Interessenkonflikten, Fremdeinflüssen und ohne unmittelbaren Eigennutz sein. Der Vorstand muss also unbefangen und unbeeinflusst handeln.[11]
- Handeln zum Wohle der Gesellschaft: Entscheidungen müssen der langfristigen Ertragsstärkung und Wettbewerbsfähigkeit des Unternehmenskonzerns und seiner Produkte/Dienstleistungen dienen. Diese Voraussetzung liegt etwa bei einer nachträglich gewährten Leistungsprämie, die der Gesellschaft keinen zukunftsbezogenen Nutzen bringt, nicht vor.[12]  Wenn das mit der Entscheidung verbundene Risiko in völlig unverantwortlicher Weise falsch beurteilt wurde, ist das Merkmal „vernünftigerweise“ nicht erfüllt.[13]
- Handeln auf der Grundlage angemessener Information: Neben objektiven Fakten beruht eine unternehmerische Entscheidung häufig auch auf Instinkt, Erfahrung, Phantasie und dem Gespür für künftige Entwicklungen.[3] Da es sich hierbei jedoch immer um Entscheidungen unter Unsicherheit handelt, ist es wichtig, dass Unbesonnenheit und Leichtsinn nicht gefördert, gleichzeitig aber die Unternehmensführung bestärkt wird, diese Entscheidung zu treffen. Gem. § 93 Abs. 2 hat das Handeln demnach auf Basis angemessener Information zu erfolgen. Hierbei handelt es sich um einen unbestimmten Rechtsbegriff, weshalb es keine konkreten Vorschriften gibt, welche den Prozess der Informationsbeschaffung definieren. Vielmehr wird diesbezüglich auf die Sachkunde der Unternehmensführung vertraut. Es gilt jedoch der Anspruch, dass der anerkannte Stand von Wissenschaft und Technik zu berücksichtigen ist. Aus Sicht der Gesetzgebung kann die Information im Kontext der Entscheidungsfindung nie vollständig sein, sondern hat betriebswirtschaftliche Schwerpunkte. Das bedeutet, dass die Kosten, welche der Akquisition neuer Informationen gegenüberstehen, im Verhältnis zu dem daraus resultierenden Gewinnen stehen müssen.[4] Aus § 91 AktG Abs. 2 in Verbindung mit den spezifizierenden Regularien des KonTraG können jedoch gewisse Mindestanforderungen abgeleitet werden, wonach die Informationsgrundlage eine Bestandsgefährdung des Unternehmens auszuschließen hat.[14] Damit die Geschäftsführung diese Entscheidungsoptionen jedoch zweifelsfrei identifizieren kann, bedarf es eines funktionierenden Risikomanagements, welches die Identifikation, Prognose sowie die Bewertung potentieller Risiken beinhaltet.[15]

### Voraussetzungen für eine Innenhaftung nach § 93 AktG
Voraussetzungen für eine Innenhaftung des Vorstands gegenüber seiner Gesellschaft sind:
- Pflichtverletzung: ist ein Verstoß gegen die allgemeine Pflicht einer ordentlichen und gewissenhaften Geschäftsausübung (§ 280 BGB, § 93 Abs. 1 Satz 1 AktG, § 43 Abs. 1 GmbHG und § 34 Abs. 1 GenG) und
- Verschulden: es genügt bei Vorständen bereits einfache Fahrlässigkeit bei der Sorgfalt eines ordentlichen und gewissenhaften Organs (§ 116 und § 93 AktG)
- Schaden: ist jede Beeinträchtigung des Gesellschaftsvermögens. Hierzu gehören auch Aufwendungen, die ihren eigentlichen Zweck verfehlen, entgangener Gewinn (§ 252 BGB) oder pflichtwidrige Begründung von Gesellschaftsschulden und
- Kausalität: Die Pflichtverletzung muss für den Schaden ursächlich sein, ein Mitverursachen reicht aus.

Wie bereits eingehend erläutert, richtet sich die deutsche Gesetzgebung insbesondere an dem amerikanischen Grundkonzept aus. Während das amerikanische Pendant jedoch der Geschäftsführung unterstellt, immer die Grundsätze sorgfaltsgemäßer Entscheidungen zu beachten, sieht das deutsche Rechtssystem die Business Judgment Rule eher als Privilegierung der Geschäftsführung, welche eine Haftung ausschließt, insofern die Entscheidung die Sorgfaltskriterien erfüllt. Insbesondere in Deutschland kann dieser Unterschied signifikante Auswirkungen für die Unternehmensführung haben. Während in den USA dem Vorstand fehlerhaftes Verhalten nachgewiesen muss, geht in Deutschland diese Last auf den Vorstand über, sobald der Verdacht für das Vorliegen von Kriterien für die Innenhaftung gegeben ist.

### Folgen
Um bei der Innenhaftung der Organe missbräuchliche Rechtsausnutzung zu vermeiden, wurde ein gerichtliches Vorverfahren (Zulassungsverfahren) eingeführt und ein Haftungsfreiraum im Bereich qualifizierter unternehmerischer Entscheidungen geschaffen, wobei für Fehler im Rahmen des unternehmerischen Entscheidungsspielraumes nicht gehaftet wird. Die Business Judgment Rule ist also ein Haftungsausschluss. Eine unternehmerische Entscheidung steht hierbei im Gegensatz zu rechtlich gebundenen Entscheidungen, für die es bei Verschulden keinen Haftungsfreiraum gibt.
Ist dem Vorstand ein schuldhaftes, pflichtwidriges Handeln aufgrund obiger Voraussetzungen nicht nachweisbar, wird pflichtgemäßes Handeln des Vorstands unwiderlegbar vermutet. Da der Haftungsfreiraum der Business Judgment Rule gesetzestechnisch als Ausnahme und Einschränkung des § 93 Abs. 1 Satz 1 AktG formuliert ist, liegt die Darlegungs- und Beweislast beim betroffenen Vorstandsmitglied. Sofern eine Pflichtverletzung vorliegt, haftet ein Vorstandsmitglied der Gesellschaft gegenüber persönlich, unbeschränkt und mit seinem gesamten Vermögen.

### Außenhaftung
Für die Haftung gegenüber Dritten (Aktionäre oder Gesellschafter, Lieferanten, Wettbewerber, Staat und auch Mitarbeiter) besteht indes keine in sich geschlossene gesetzliche Regelung. Im Zweifel sind allgemeine gesetzliche Haftungsregeln wie unerlaubte Handlung (§ 823 BGB) anzuwenden.

### Wertung
Die Einschränkung der Haftung der Unternehmensleiter nach dem Prinzip der Business Judgment Rule ist sicherlich notwendig, um Vorständen und Aufsichtsräten ein sicheres Umfeld für unternehmerische Entscheidungen zu gewährleisten, die mit Risiken verbunden sind. Es verbleibt jedoch die Nachweispflicht der sorgfältigen Entscheidungsvorbereitung beim Unternehmensleiter. Nachvollziehbarkeit und Transparenz erhöhen die Anforderungen an die Dokumentation und bergen die Gefahr einer zunehmenden Bürokratisierung der Wirtschaft. Damit einhergehend werden Unternehmen zu einer strukturierteren Arbeitsweise sowie der Nutzung einheitlicher Hilfsmittel animiert, welche schlussendlich die Dokumentation wiederum erleichtern. Gleichzeitig wird jedoch die Möglichkeiten der Unternehmensführung eingeschränkt, Entscheidung intuitiv zu treffen, woraus längere Zeitspannen zur Entscheidungsfindung resultieren und das Unternehmen an Flexibilität verlieren kann.
Im Rahmen der Business Judgment Rule wird zudem das Verständnis der „angemessenen Information“ zu einer essentiellen Komponente. Obgleich ein allumfassender Informationsstand nie erreicht werden kann, so obliegt die Unternehmensführung der Pflicht eine Bestandsgefährdung generell auszuschließen. Insbesondere in Deutschland zeigt sich jedoch, dass das dafür notwendige Risikomanagement bisher noch nicht flächendeckend etabliert ist und eine Umsetzung trotz bestehender Richtlinien nur mangelhaft erfolgt. Perspektivisch könnten hierdurch Haftungspotentiale nach § 93 Abs. 2 entstehen.
Da Unternehmen für die Mitglieder ihrer Gesellschaftsorgane und für leitende Angestellte in der Regel eine Organ-Haftpflichtversicherung abschließen, besteht für diesen Personenkreis meist eine Absicherung. Allerdings können in den Versicherungspolicen – je nach Land und Versicherer-Deckungs-Ausschlüsse vereinbart sein. Sofern keine Wegbedingung der Kürzungsmöglichkeit bei grober Fahrlässigkeit vereinbart ist, könnte ein grober Verstoß gegen die Kriterien für die Anwendung der Business Judgment Rule allenfalls als grobe Fahrlässigkeit gewertet werden und zur Einschränkung des Versicherungsschutzes führen.

## Schweiz
In der Schweiz ist die Haftung des Verwaltungsrates und der Geschäftsführung für Geschäftsentscheide in Art. 754 Abs. 1 des Obligationenrechts geregelt. Das Bundesgericht hat in zwei Leiturteilen vom 18. Juni 2012 und 20. November 2012 Kriterien für ein Business Judgment Rule definiert.

## Österreich
In Österreich ist die Haftung des Vorstandes in § 84 Abs. 2, S. 1 österreichisches Aktiengesetz (AktG) festgelegt. Der Oberste Gerichtshof (OGH) hat seit 1998 in diversen Entscheidungen das Prinzip der Business Judgment Rule angewendet. Nach jüngerer Rechtsprechung ist die Business Judgment Rule auch auf GmbH-Geschäftsführer und Vorstände einer Privatstiftung anzuwenden. Mit Wirkung vom 1. Jänner 2016 wurde in § 84 AktG ein Abs. 1a eingefügt, der eine Haftungsprivilegierung im Sinne der Business Judgment Rule normiert.

### Zu Deutschland
- Audit Committee Institute e.V. (2013): Checkliste Business Judgement Rule
- Cahn, A. (2015): Business Judgment Rule und Rechtsfragen
- Clifford Chance. (2012): Business Judgement Rule
- Gleißner, W. (2011): Kritische Analyse von Entscheidungsvorlagen – Ein praxisorientierter Ansatz zur Reduzierung der Informationsasymmetrie zwischen Vorstand und Aufsichtsrat
- Gleißner, W. (2016): „Eine übersehene Haftungsfalle? - Unzureichende Risikoanalyse vor Entscheidungen durch Vorstand und Aufsichtsrat“
- Gleißner, W. (2016): Die Risikoaggregation: Früherkennung "bestandsbedrohender Entwicklungen"
- Shearman & Sterling LLP. (Juli 2011). BGH präzisiert und begrenzt Darlegungs- und Beweislast
- Umfangreiche Dokumentation zur Entstehung des UMAG
- Weiterführende Informationen zum Risikomanagement unter der Business Judgement Rule
- Witte, J. J. (2016): Haftung und Verantwortung des Aufsichtsrats

### Zur Schweiz
- Hans-Ueli Vogt, Michael Bänziger: Das Bundesgericht anerkennt die Business Judgment Rule als Grundsatz des schweizerischen Aktienrechts. Ein Beitrag zur Einordnung der Business Judgment Rule in die Dogmatik der aktienrechtlichen Verantwortlichkeit, aus Anlass des Bundesgerichtsurteils 4A_74/2012 vom 18. Juni 2012. Rechtswissenschaftliches Institut der Universität Zürich (PDF; 515 kB) abgerufen am 4. Dezember 2013
- Checkliste für die Schweiz auf vr-haftung.ch; abgerufen am 4. Dezember 2013

### Zu Österreich
- Michael Walbert: Managerhaftung: Vorstände brauchen ihren Spielraum. In: Die Presse, 20. November 2011; abgerufen am 26. September 2013